# Oxypoda frigida
Oxypoda frigida är en skalbaggsart som beskrevs av Max Bernhauer 1907. Oxypoda frigida ingår i släktet Oxypoda och familjen kortvingar. Inga underarter finns listade i Catalogue of Life.